# Bait Challaf
Bait Challaf (arabisch بيت خلاف Bait Challāf, DMG Bayt Ḫallāf; alternative Schreibweisen: Beit Challaf, Beit Khallaf, Bet Khallaf und Bayt Kallaf) ist ein kleines Dorf in Mittelägypten, im Gouvernement Sauhadsch. Es liegt 10 km westlich von Girga und 24 km westnordwest von Abydos am Übergang vom fruchtbaren Niltal zur Libyschen Wüste. Zu altägyptischer Zeit gehörte das Gebiet um Bait Challaf zu Oberägypten.

## Altägyptische Nekropole
Außerhalb des Dorfs befinden sich fünf Mastabas aus der Zeit der dritten Dynastie. In der größten davon, Mastaba K1 genannt, wurden bei  Ausgrabungen von 1900 bis 1902 Siegelabdrücke des Pharaos Djoser und seiner Mutter Nimaathapi entdeckt. Die zweitgrößte Mastaba (Mastaba K2) wird von einem Teil der Forschung Sanacht, einem König der 3. Dynastie, zugeschrieben. Die drittgrößte Mastaba, K5, gehörte einem hohen Beamten namens Nedjem-Anch.